# Hot chocolate
「Hot chocolate」（ホット・チョコレート）はRIP SLYMEの11枚目のシングル。2006年1月25日発売。

## 概要
前作「黄昏サラウンド」から約1年3ヶ月ぶりのシングル。これは、RIP SLYMEとしては最長のリリース間隔である。
DJ FUMIYAが自律神経失調症の療養で不在のため、4人体制でのシングルとなった。メジャーデビュー後に4人で作品を発売したのは現時点で本作のみである。PVの最後には、FUMIYAへの応援メッセージともとれる文言がある。
チョコレートつながりで、初回限定盤のみ明治製菓とコラボレーションし、ジャケットに明治チョコレートの包装、歌詞カードは銀紙、CDは板チョコをそれぞれかたどっている。
また、それとは逆に、ジャケットの表裏を逆にし、CDではなくCDをかたどった本物のチョコレートを封入したバージョンと、本作の7インチレコードとのセットがインターネットで限定販売された。
本作と同日に布袋寅泰とコラボレーションした「BATTLE FUNKASTIC」が“HOTEI vs RIP SLYME”名義で発売された。なお、本作のc/wに“RIP SLYME vs HOTEI”名義でRIP SLYMEバージョンの「FUNKASTIC BATTLE」が収録されている。
初動売上は前作より上がったものの、前作から1つ順位を落とし、オリコン初登場6位となった。

## 収録曲
1. Hot chocolate
  - 作詞：RYO-Z, ILMARI, PES and SU　作曲：PES

バレンタインを意識し、チョコレートをイメージした楽曲[1]。前作に引き続きPESが作曲を担当した。RYO-Zは「このトラックに普通にラップを乗っければかっこいいだろうな、と直感で思った」と語っている。アルバム『EPOCH』収録。
2. slowdown
  - 作詞：RYO-Z, ILMARI, PES and SU　作曲：SU

RYO-Z曰く「アーリー90'Sな雰囲気の俺たちの得意なBPM」で作られており、また、作曲したSUは「イケイケの植木等」とも語っている。アルバム『BAD TIMES』収録。
3. FUNKASTIC BATTLE 〜RIP SLYME vs HOTEI〜
  - 作詞：RYO-Z, ILMARI, PES and SU　作曲：DJ FUMIYA, 布袋寅泰　編曲：福富幸宏

布袋寅泰とのマッシュアップ曲「BATTLE FUNKASTIC」のRIP SLYMEバージョン。布袋バージョンは「BATTLE FUNKASTIC」に収録され、このシングルと同日に発売された。ベストアルバム『GOOD TIMES』収録。

## 参加ミュージシャン
- RYO-Z - MC
- ILMARI - MC、Human beat box (#3)
- PES - MC
- SU (RIP SLYME) - MC

| Hot chocolate - 中野勇介 - Trumpet - 五十嵐誠 - Trombone - 本田雅人 - Saxophone - totzan (兼松裕之) - Guitar - 宮原永海 - Chorus - ヨースケ@HOME - Chorus Arrangement Assist slowdown - 中村翼 - Bass - 中野勇介 - Trumpet FUNKASTIC BATTLE 〜RIP SLYME vs HOTEI〜 - 布袋寅泰 - Electric Guitar - 福富幸宏 - Programming |